# Älgölerans naturvårdsområde
Älgölerans naturvårdsområde är ett naturvårdsområde (sedan 1999 likställt med naturreservat) i Tjärnö socken i Strömstads kommun i Bohuslän.
Området är skyddat sedan 1982 och omfattar 310 hektar. Det är beläget söder om Strömstad. 
Älgöleran och Mjölkarekilen är två mycket grunda havsvikar som ligger mellan fastlandet i öster och öarna Rundö och Rossö i väster. 
Området är en av de viktigaste vattenvägarna för det marina djurlivet. Undersökningar har visat att detta vattenområde är av stor betydelse som reproduktions- och näringsområde för åtskilliga fiskarter. Det har också stora värden när det gäller fågellivet.
Området ingår i EU:s ekologiska nätverk av skyddade områden, Natura 2000. Det förvaltas av Västkuststiftelsen.